# Isaak Fridberg
Isaak Šaevič Fridberg, in russo Исаак Шаевич Фридберг? (Vilnius, 1º gennaio 1947), è un regista sovietico, dal 1991 cittadino russo.

## Filmografia parziale

### Regista
- Kukolka (1988)
- Azbuka ljubvi (1993)